# Microphthalmus riseri
Microphthalmus riseri är en ringmaskart som beskrevs av Westheide 1994. Microphthalmus riseri ingår i släktet Microphthalmus och familjen Hesionidae.
Artens utbredningsområde är havet kring Nya Zeeland. Inga underarter finns listade i Catalogue of Life.